# Thomas Schönlebe
Thomas Schönlebe, född 6 augusti 1965 i Frauenstein i dåvarande DDR (nuvarande Sachsen, Tyskland) är en östtysk/tysk före detta friidrottare (löpning 400 meter).  
Schönlebe vann guld på 400 meter vid VM i friidrott 1987 då han noterade tiden 44,33, vilken än idag (2017) gäller som europarekord på distansen. Vidare vann Schönlebe silvret bakom britten Roger Black vid Europamästerskapen i västtyska Stuttgart 1986 liksom vid EM i Split 1990.